# Enrique Tornú
Enrique Tornú (Buenos Aires, 1 de septiembre de 1865 - id., 23 de agosto de 1901) fue un Médico higienista argentino. Llamado el médico apóstol, fue notable por su avanzada formación y su dedicación a la lucha contra la tuberculosis, y escribió trabajos importantes sobre su tratamiento.

## Biografía
Comenzó sus estudios en la Facultad de Medicina de la Universidad de Buenos Aires, pero los finalizó en París a donde había sido destinado como miembro de la legación argentina. Su tesis doctoral versó sobre las operaciones que se practican por la vía sacra. Trabajó en el Hospital San Andrés de Burdeos junto al destacado neuropsiquiatra Albert Pitres.
A su regreso a Argentina, se estableció en Buenos Aires y trabajó en varios hospitales. Fijó pautas para las curas "de aire", "de altura" y "de reposo".
Entre 1898 y 1900, como delegado honorario del Departamento Nacional de Higiene, recorrió la provincia de Córdoba para identificar los mejores lugares en la sierra para tratar la tuberculosis, lo que resultó en la fundación del Hospital Colonia de Santa María en Punilla. Fue también un impulsor de la Liga Argentina contra la Tuberculosis, fundada el 11 de mayo de 1901.
A pesar de su dedicación, Tornú se quitó la vida el 23 de agosto de 1901, a los 35 años, afectado por la enfermedad que había combatido. Estaba casado con Martina Ojeda y tenía tres hijas. Su labor en la lucha contra la tuberculosis dejó un legado significativo en la salud pública argentina.

## Reconocimientos
Lleva su nombre el Hospital de Agudos de la Ciudad de Buenos Aires, inaugurado en 1904 para el tratamiento de enfermos tuberculosos.

## Obra
- Climatología médica de las sierras de Córdoba
- La cura de altitud
- Apuntes sobre tuberculosis y sanatorios